# 湯山邦彥
湯山邦彥（1952年10月15日—），日本動畫及電視節目導演。出生於東京都練馬區，東京都立武藏高級中學畢業。在參加大學入學考試落榜後便投入動畫製作一職。
代表作有銀河鐵道999、神奇寶貝等，並從1998年起擔任神奇寶貝動畫電影版的總監督至今。